# Richard Markgraf
Richard Markgraf, née le 13 mars 1869 à Přísečnice (en) en Autriche-Hongrie et mort vers janvier ou février 1916 est un paléontologue sudète. Il est connu pour ses expéditions menée en Égypte, qui ont découvert les premiers restes fossiles connus de nombreux reptiles préhistoriques, tels qu’Aegyptosaurus, Tameryraptor et Spinosaurus.

## Biographie
Richard Markgraf est né à Přísečnice (en), Autriche-Hongrie (étant aujourd'hui la République tchèque) le 13 mars 1869 et devient maçon avant de rejoindre l'un des groupes de musique itinérants de Preßnitz jusqu'à ce qu'il finisse par se retrouver pauvre au Caire, en Égypte, travaillant comme pianiste à l'hôtel Shepheard.
Il rencontre finalement le paléontologue allemand Eberhard Fraas (en) en 1897 qui l'engage en raison de sa connaissance de l'arabe et il enseigne à Markgraf les techniques de base de la chasse aux fossiles ; travaillant ensuite comme collectionneur pour Fraas.
Markgraf rencontre finalement Ernst Stromer au cours de l'hiver 1901-1902 et les deux s'entendent très bien. Markgraf devient le collectionneur de fossiles de Stromer pendant 10 ans et demi et devient un ami proche de Stromer. Markgraf, cependant, était souvent malade à cette époque. On ne sait pas si la cause était le paludisme, une hémorragie intestinale due à la typhoïde ou une dysenterie amibienne chronique. C'est au cours des expéditions avec Stromer que nombre de ses découvertes notables sont faites, comme Aegyptosaurus au début des années 1910, Spinosaurus en 1912 et Bahariasaurus en 1911. Grâce à ses découvertes, il reçoit la médaille du mérite de l'Ordre royal du Wurtemberg en 1904 ainsi que la médaille Bene-Merenti (en argent) de l'Académie bavaroise des sciences en 1902.
Markgraf rencontre également un autre paléontologue, Henry Fairfield Osborn, lorsque son expédition de 1907 dans l'oasis du Fayoum tomba accidentellement sur Markgraf alors qu'il collectait des fossiles pour Stromer, et malgré la barrière de la langue, Markgraf commença également à collecter des fossiles pour Osborn pendant six semaines au cours de cette expédition de 1907, qui est devenu un succès après la découverte de la formation de Jebel Qatrani (en), qui est un grand gisement de fossiles oligocènes au sein de l'oasis.
Markgraf arrête de collectionner pour Stromer aux alentours de 1912 et 1913 et après le déclenchement de la Première Guerre mondiale en 1914, Markgraf perdit sa principale source de revenus car sa collecte de fossiles fut réduite sur le sol britannique (ce dernier collectant principalement en Égypte), ce qui le conduisit à retomber dans la pauvreté. Il mourut d'une maladie inconnue en 1916 à l'âge de 46 ans ; cette maladie était probablement l'une de celles dont il souffrait en 1901 lorsqu'il rencontra Stromer pour la première fois.